# Віктор Орміцький
Віктор Рудольф Орміцький (до 1924 року Нусбаум; пол. Wiktor Rudolf Ormicki); 1 січня 1898, Краків — 17 вересня 1941, концтабір Маутгаузен) — польський географ, картограф, професор і викладач вищих навчальних закладів: Краківського Ягеллонського університету, Вільного університету в Варшаві, Сілезького інституту педагогіки в Катовицях, Вищої комерційної школи в Кракові і Львівського університету. Визнаний спеціаліст з економічної географії й демографії.
6 листопада 1939 року в числі 200 польських професорів Орміцький був арештований німцями й відправлений в Заксенгаузен. Навесні 1940 року після протестів, у тому числі Ватикану, некого з них через поганий стан було звільнено з табору. Орміцького, у якого німці знайшли єврейські корені, перевели спершу в Дахау, а потім в Маутгаузен.
У таборі продовжував читати лекції ув'язненим, не відмовився від наукової праці, написавши роботу «До питань заселення земної кулі». Передав зошити з роботою ув'язненим німцям, яким було наказано убити професора. 
В. Орміцького повісили у вересні 1941 року в концтаборі Маутгаузен.